# Triptis
Triptis település Németországban, azon belül Türingiában. Lakosainak száma 3631 fő (2023. december 31.). Triptis Auma-Weidatal, Geroda és Mittelpöllnitz községekkel határos.

## Népesség
A település népességének változása:
| Lakosok száma | 4636 | 4542 | 4340 | 4231 | 4040 | 3814 | 3744 | 3808 | 3663 | 3631 |
|               | 1994 | 1997 | 2000 | 2002 | 2005 | 2008 | 2011 | 2013 | 2019 | 2023 |